# Humberto
Humberto es un nombre propio masculino de origen germano en su variante en español. Procede de Huniberht o Hunpreht, compuesto de hun (cachorro, osezno) y berht (brillo, resplandor), por lo que significa «el brillo del cachorro».

## Santoral
- 4 de marzo: San Humberto, conde de Saboya.

## Variantes
- Femenino: Humberta.

| Variantes en otras lenguas | Variantes en otras lenguas |
| -------------------------- | -------------------------- |
| Español                    | Humberto                   |
| Alemán                     | Humbert                    |
| Búlgaro                    | Хумберт (Humbert)          |
| Catalán                    | Humbert                    |
| Checo                      | Humbert                    |
| Danés                      | Humbert                    |
| Euskera                    | Unberta                    |
| Finlandés                  | Humbert                    |
| Francés                    | Humbert                    |
| Holandés                   | Humbert                    |
| Húngaro                    | Humbert                    |
| Inglés                     | Hubert, Humbert            |
| Italiano                   | Umberto                    |
| Latín                      | Humbertus                  |
| Letón                      | Humberts                   |
| Lituano                    | Humbertas                  |
| Piamontés                  | Umbert                     |
| Polaco                     | Humbert                    |
| Portugués                  | Humberto                   |
| Rumano                     | Humbert                    |
| Ruso                       | Гумберт (Gumbert)          |
| Sueco                      | Humbert                    |